# 長身鏟吻油鯰
長身鏟吻油鯰，為輻鰭魚綱鯰形目長鬚鯰科的其中一種，分布於南美洲亞馬遜河、奧里諾科河、埃塞奎博河流域，體長可達30公分，棲息在沙泥底質、植被生長、水質混濁的溪流、湖泊，屬肉食性，生活習性不明，可做為食用魚及觀賞魚。

## 擴展閱讀
維基物種上的相關：長身鏟吻油鯰